# Ngày Nước Thế giới
Ngày Nước Thế giới hay Ngày Nước sạch Thế giới được tổ chức vào ngày 22 tháng 3 hàng năm.
Ngày lễ quốc tế này được Liên Hợp Quốc chọn từ năm 1993 trong Nghị quyết A/RES/47/193 của Đại hội đồng.

## Lịch sử
Ngày này lần đầu tiên được chính thức đề xuất trong Chương trình nghị sự 21 của Hội nghị Liên Hợp Quốc năm 1992 về Môi trường và Phát triển (UNCED) tại Rio de Janeiro, Brasil. Việc chấp hành nghị quyết bắt đầu vào năm 1993 và đã phát triển mạnh kể từ khi công chúng thể hiện sự ủng hộ đối với nó. Người ta kêu gọi công chúng không sử dụng nước một cách lãng phí cũng như tránh làm ô nhiễm nguồn nước ngọt. Những ngày hành động vì môi trường này đã trở thành một xu hướng ủng hộ phổ biến trên các mạng xã hội như Facebook.

## Hoạt động
Liên Hợp Quốc và các quốc gia thành viên dành ngày này để thực hiện các khuyến cáo của Liên Hợp Quốc và thúc đẩy các hoạt động cụ thể trong quốc gia của họ liên quan đến tài nguyên nước của thế giới. Mỗi năm, một trong những cơ quan khác nhau của Liên Hợp Quốc liên quan đến các vấn đề về nước dẫn đầu trong việc thúc đẩy và điều phối các hoạt động quốc tế cho Ngày Nước Thế giới. Kể từ khi thành lập vào năm 2003, Ủy ban nước LHQ (UN-Water) có trách nhiệm lựa chọn chủ đề, thông điệp và lãnh đạo cơ quan của Liên Hợp Quốc cho Ngày Thế giới về nước.
Ngoài các nước thành viên Liên Hợp Quốc, một số các tổ chức phi chính phủ về bảo vệ nguồn nước sạch và môi trường sống của các loài động vật dưới nước đã sử dụng Ngày Thế giới về Nước như là một khoảng thời gian để tập trung sự chú ý của công chúng về các vấn đề quan trọng của nước trong thời đại.
Ví dụ, ba năm một lần kể từ năm 1997, Hội đồng Nước Thế giới đã thu hút hàng ngàn người tham gia trong Diễn đàn Nước Thế giới trong tuần lễ của Ngày Nước Thế giới. Những cơ quan tham gia và các tổ chức phi chính phủ đã nêu bật các vấn đề như một tỷ người không được tiếp cận với nước sạch để uống và vai trò của giới tính trong gia đình ảnh hưởng tới việc tiếp cận với nước sạch.
Trong năm 2003, 2006 và 2009, Liên Hợp Quốc đưa ra "Báo cáo phát triển nước thế giới" nhân dịp Ngày Nước Thế giới. Báo cáo thứ tư dự kiến sẽ được phát hành khoảng ngày 22 tháng 3 năm 2012.